# Грань (Требишів)
Грань (словац. Hraň) — село в окрузі Требишів Кошицького краю Словаччини. Площа села 17,4 км². Станом на 31 грудня 2023 року в селі проживав 1551 мешканець.

## Географія
Село лежить посеред Східнословацької низовини біля злиття річок Трнавка та Ондава на висоті 106 м над рівнем моря. Протікають Копаний ярок; Гранський канал і Кропа.

## Історія
Перші згадки про село датуються 1331 роком. У 14 столітті Грань належала тамтешнім землевласникам, у 14--15 століттях — шляхтичам з Лученця, а у другій половині 16 століття — послідовно родинам Баторі і Вардої.
У писемних джерелах 14--15 століть згадується як Ґаран (Garan), від 16 століття — Ґарань (Garany), що являло собою мадяризовану форму більш давньої словацької назви Ґрань (Graň). В угорській мові зберігся приголосний «ґ» (g), який у словацькій мові від 13 століття змінився на «г» (h).

## Населення
| Рік:            | 1994. | 2004.   | 2014.   | 2024.   |
| --------------- | ----- | ------- | ------- | ------- |
| Кількість осіб: | 1436  | 1566    | 1617    | 1528    |
| Різниця:        |       | +9,05 % | +3,25 % | -5,50 % |

| Рік:            | 2023. | 2024.   |
| --------------- | ----- | ------- |
| Кількість осіб: | 1551  | 1528    |
| Різниця:        |       | -1,48 % |

## Культура
Палац Алмаші, сьогодні дитяча психіатрична лікарня, двоповерхова будова з елементами англійської неоготики з 1901—1903 років. Початково на цьому місці стояв ренесансний палац з 16 століття, пізніше перебудований на бароковий. Частину старішої будови було використано при перебудові палацу на сучасний вигляд. За легендою, граф програв його в карти. Від 1934 року тут було розташовано заклад для душевнохворої молоді. Під час другої світової війни тут був табір для інтернованих польських біженців, потім — концентраційний табір для угорських політичних в'язнів. Від 1952 року тут функціонує дитячий лікувальний заклад. Фасади палацу гладкі, частково з різьбленої цегли, з дерев'яними елементами. Вікна мають кам'яне облицювання.
Римо-католицька церква Святого хреста, однонавна пізньобарокова споруда з сегментовим завершенням і вежею з 1756—1757 років. Розташований у центрі села.
Реформатська церква, однонавна споруда у стилі класицизму з півкруглим завершенням і вежею з 1792 року. Перебудови виконано в 1842—1850 і 1912 роках. Розташований у центрі села.